# Angelo Raffaele Panzetta
Angelo Raffaele Panzetta, né le 26 août 1966 à Pulsano en Italie, est un archevêque italien, archevêque de Lecce depuis 2025. Il est auparavant archevêque de Crotone-Santa Severina.

## Biographie
Panzetta nait près de Tarente et c'est dans cette ville où il devient prêtre en 1993 après avoir reçu l'ordination de la part de l'archevêque Benigno Luigi Papa (it). En 2019, il est nommé archevêque de Crotone-Santa Severina. Il est alors consacré par l'archevêque Filippo Santoro (it) accompagné de Papa et son prédécesseur à Crotone : Domenico Graziani (it).
En 2024, Panzetta quitte son siège épiscopale pour devenir coadjuteur de Lecce. À se titre, il devient le successeur automatique de l'archevêque à la vacance du siège et, en attendant, occupe le poste de vicaire général,. Il est installé au poste le 26 septembre suivant. Il prend la tête de l'archidiocèse le 18 juin 2025. Plus tard dans le mois, il reçoit le pallium de la part du pape Léon XIV.

## Succession apostolique
Angelo Raffaele Panzetta a ordonné les évêques suivants :
- Comme consécrateur :
  - Archevêque Fortunato Morrone (2021)
  - Évêque Serafino Parisi (en) (2022)

- Comme co-consécrateur :
  - Archevêque Francesco Neri (en) (2023)